# Dynamine uniocellata
Dynamine uniocellata är en fjärilsart som beskrevs av Felix Bryk 1953. Dynamine uniocellata ingår i släktet Dynamine och familjen praktfjärilar. Inga underarter finns listade i Catalogue of Life.